# Vladímir Makovski
Vladímir Yegórovich Makovski (en ruso: Влади́мир Его́рович Мако́вский; 26 de enero (greg.: 7 de febrero) 1846, Moscú - 21 de febrero de 1920, Petrogrado) fue un pintor de género realista, retratista y coleccionista de arte ruso.

## Biografía

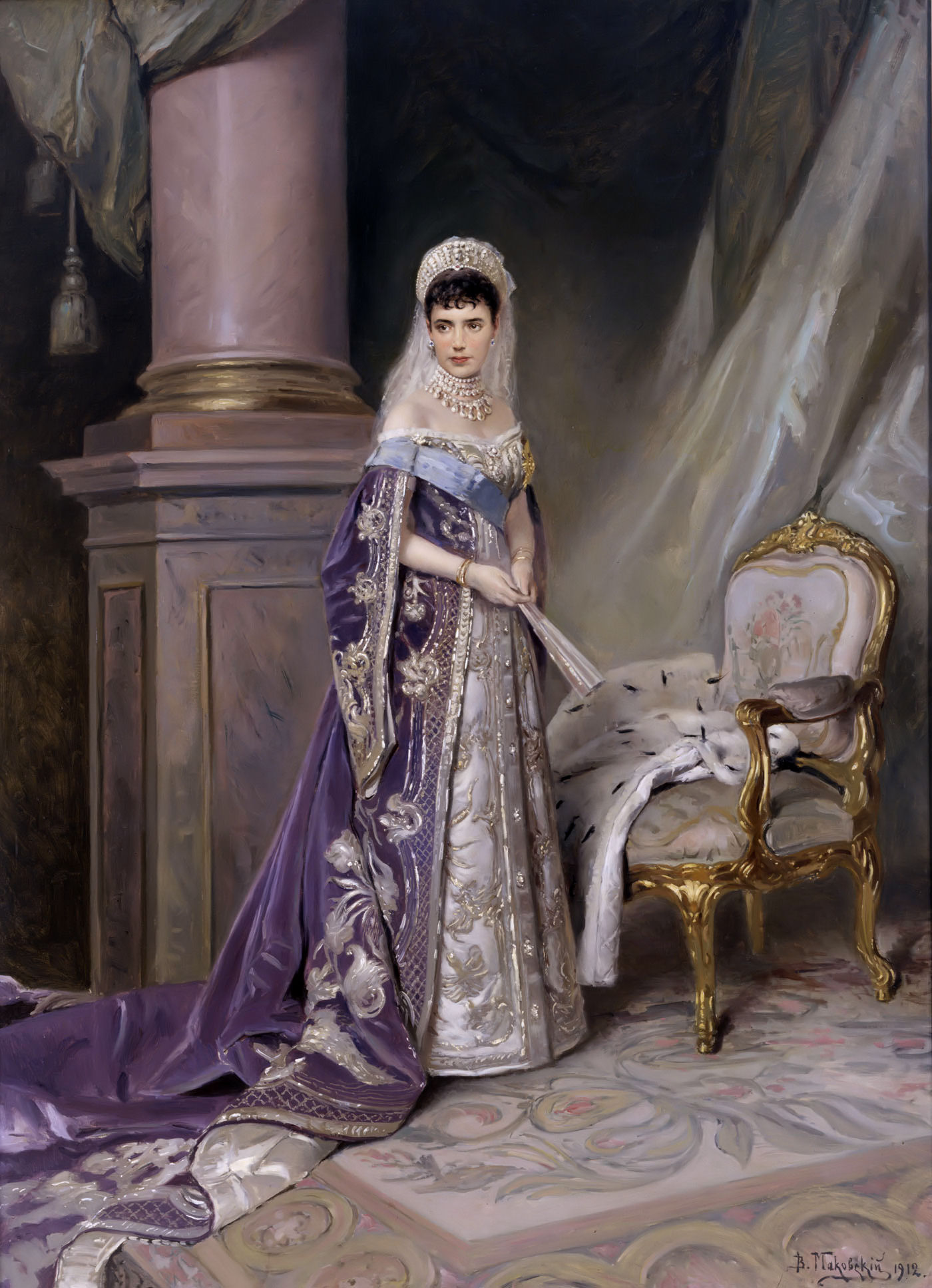
Retrato de María Fiódorovna, 1912

Vladímir Makovski fue hijo de Yegor Ivánovich Makovski, coleccionista de arte y uno de los fundadores de la Escuela de Pintura, Escultura y Arquitectura de Moscú, y de madre con ascendencia germano-báltica. Asistió a la Escuela de Pintura, Escultura y Arquitectura de Moscú. Tuvo dos hermanos, Nikolái y Konstantín Makovski, y una hermana, Aleksandra Makóvskaya, todos ellos pintores. Terminó sus estudios en 1869.
Con el nacimiento en 1869 de su primer hijo Aleksandr, Makovski comenzó a interesarse en temas de la infancia como se refleja en "Los niños campesinos", "Pastora" o "Regreso de la noche". El pintor llegó a conseguir la admiración de Fiódor Dostoievski. Posteriormente, Makovski pasó a la docencia y comenzó a enseñar en la Escuela de Pintura, Escultura y Arquitectura, en la que se graduó, desde 1882 hasta 1894 y desde 1894 hasta 1918 en la Academia Imperial de Bellas Artes de San Petersburgo, donde se convirtió en rector en 1895. Uno de sus trabajos más importantes de aquella época fue un retrato oficial de la emperatriz María Fiódorovna, en 1885.
Después de la primera Revolución Rusa, su pintura adquirió objetivos de denuncia social, como en "9 de enero de 1905 en la isla Vasílievski" en el que se muestra a la policía armada disparando contra personas indefensas. En "Los sacrificios del campo de Jodynka" refleja el sufrimiento del pueblo tras la matanza ocurrida durante la ceremonia de coronación en 1896 de Nicolás II. Después de la Revolución de octubre de 1917, Makovski ayudará a llevar más de las tradiciones realistas de las primeras etapas del realismo socialista.
Vladímir Makovski murió el 21 de febrero de 1920 y fue enterrado en San Petersburgo, en el cementerio de Smolensk.

## Galería

Obras de Vladímir Makovski
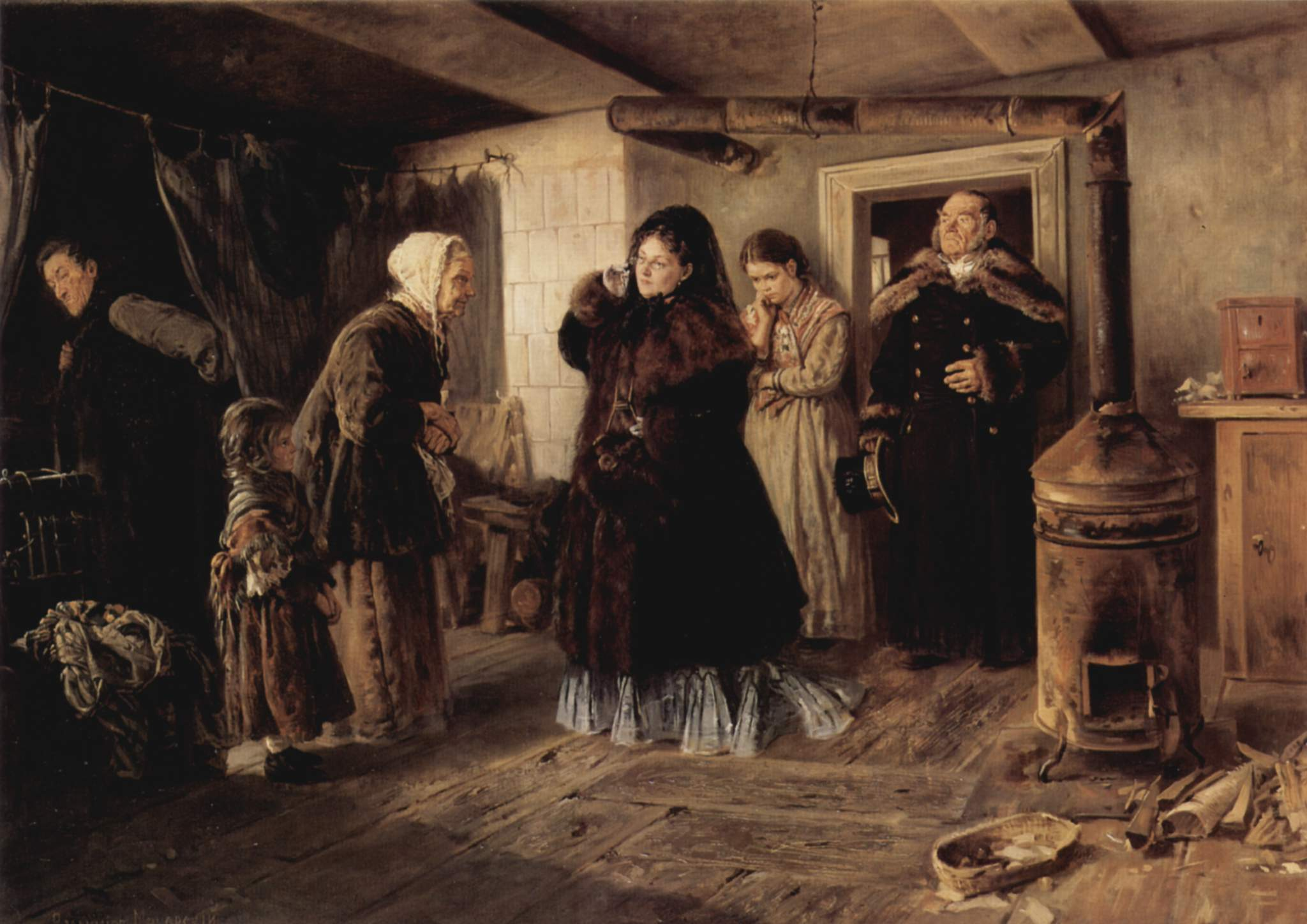
Filántropos, 1874
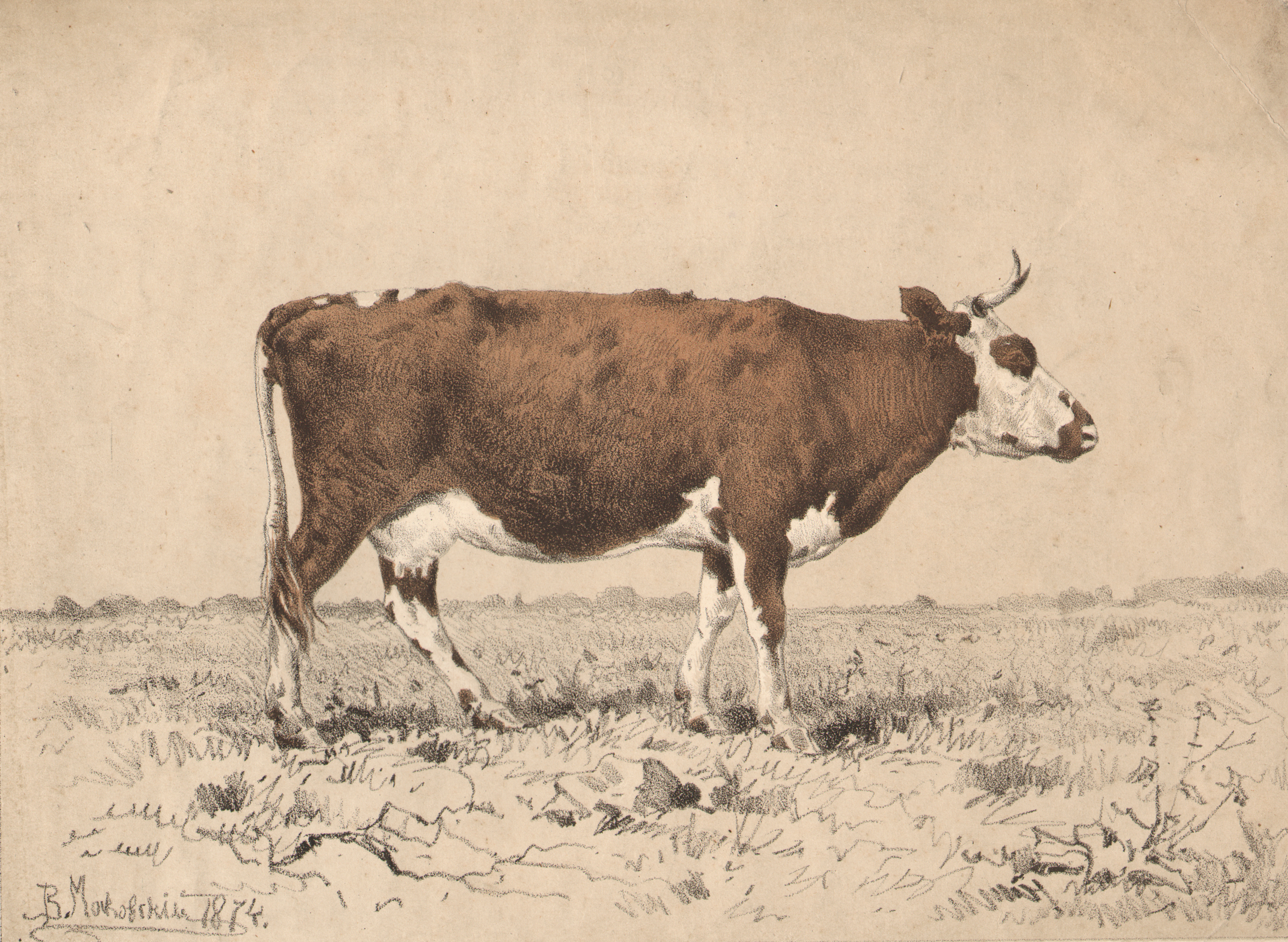
Vaca, 1874, litografía
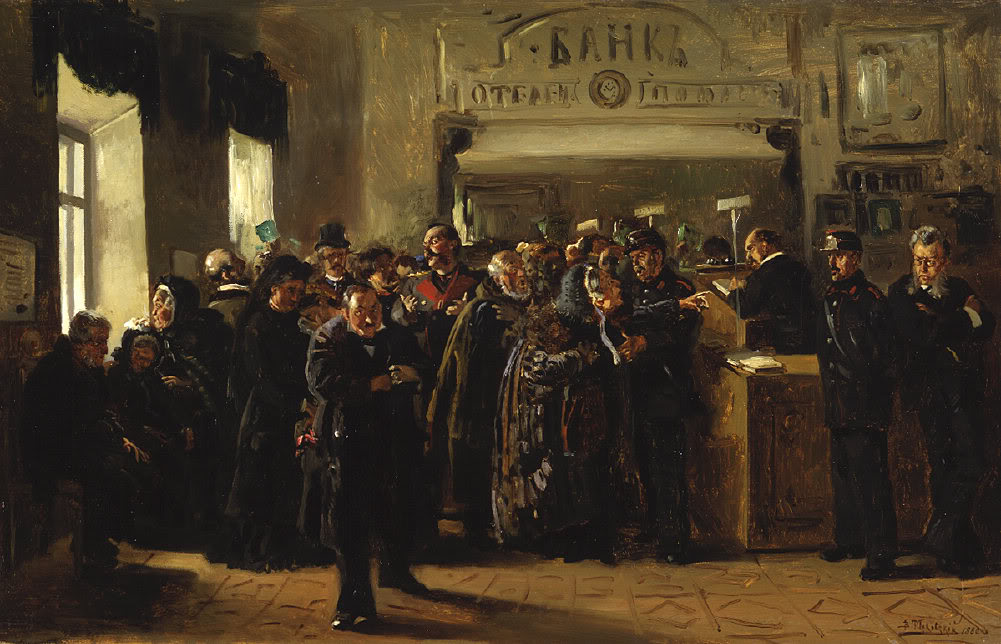
La quiebra del banco, 1880
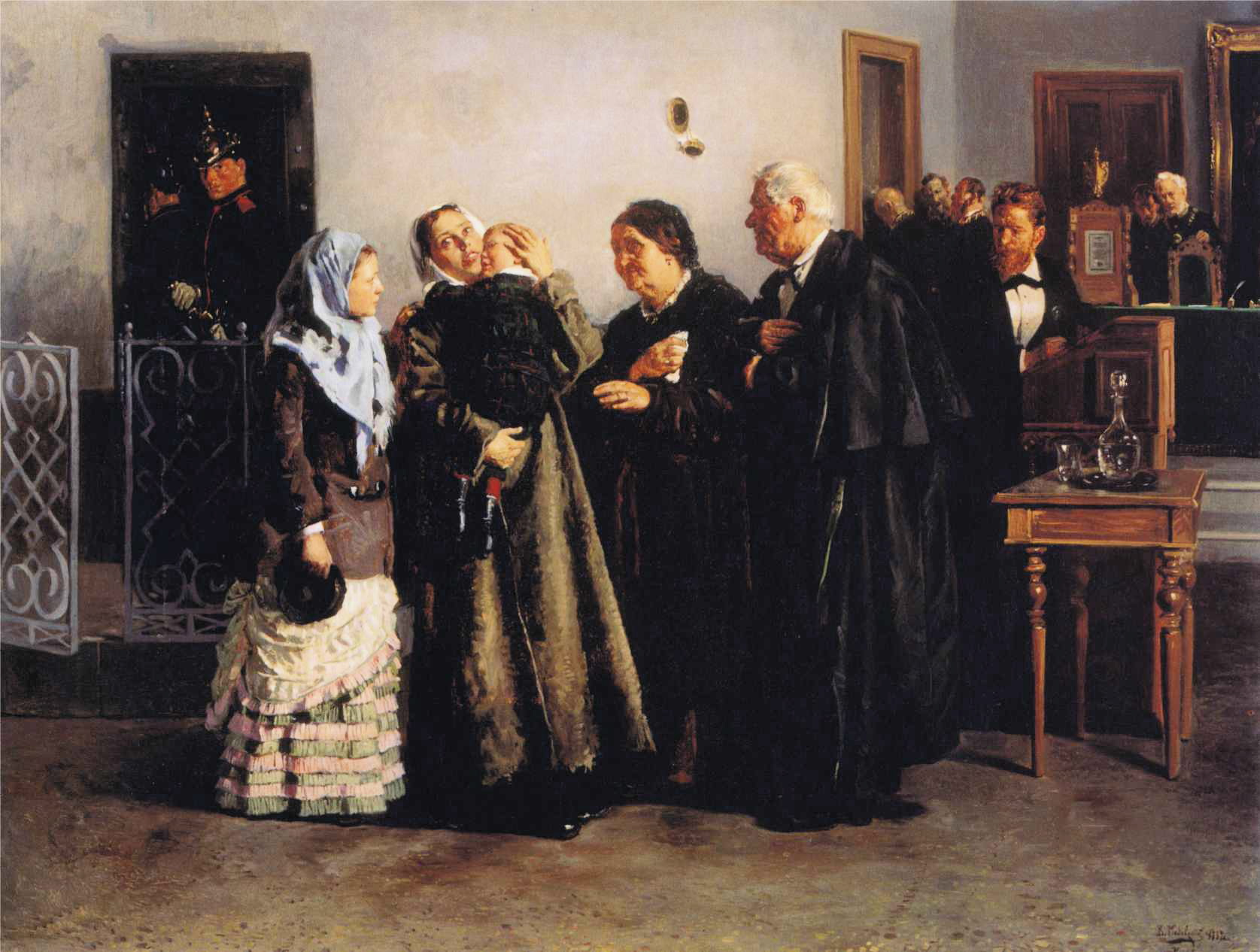
No culpable, 1882
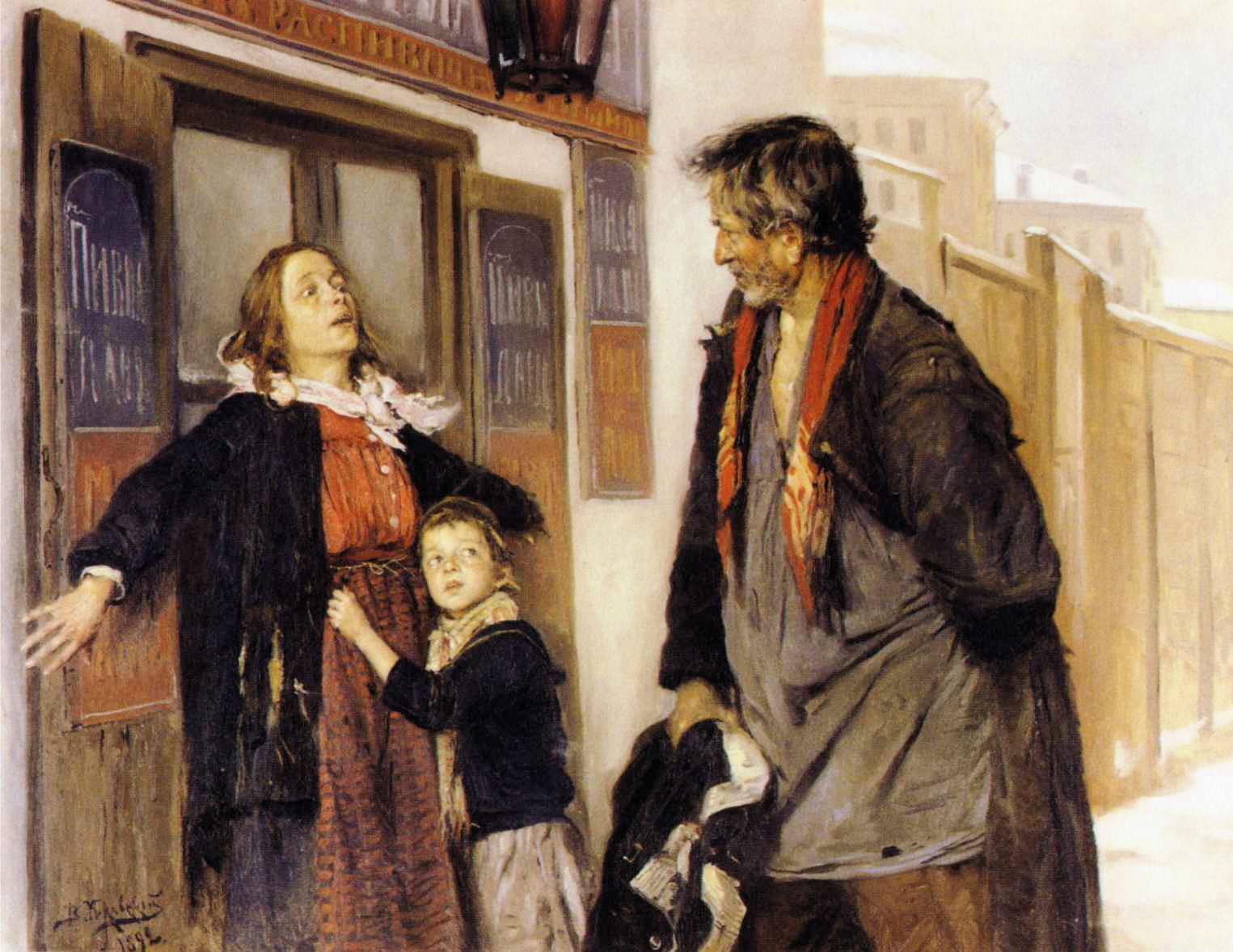
No te vayas, 1892
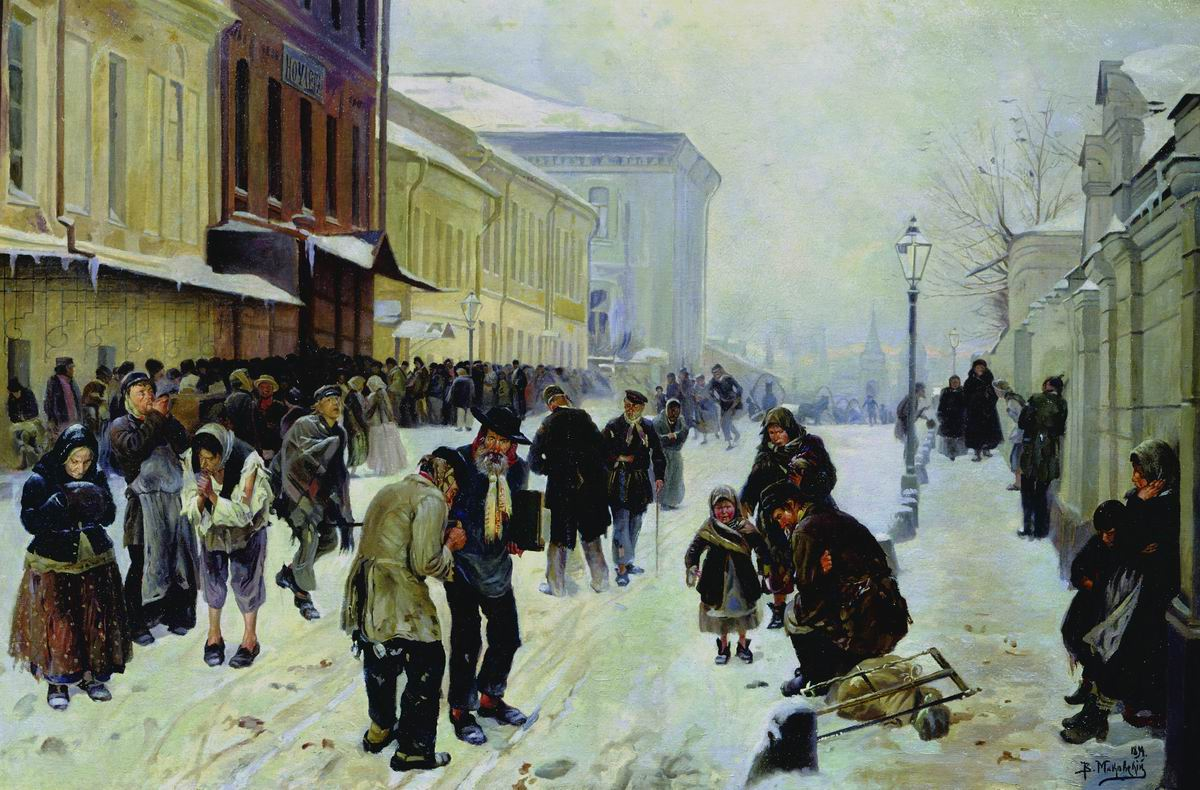
El asilo, 1889